# アンドリュー・クラーク
アンドリュー・クラーク（Andrew Clark、 1974年8月24日 - ）は、オーストラリア・ニューサウスウェールズ州ゴスフォード出身の元プロサッカー選手、サッカー指導者。現役時代のポジションは、ディフェンダー。

## 来歴
現役時代はマレーシアのケダFAやセントラルコースト・マリナーズFCでプレー。2005年からはセントラルコーストで選手を兼任してコーチを務めた。2010年、現役を引退し、2013年限りでコーチを退任。
2014年より、グラハム・アーノルドが監督に就任した日本のJリーグ・ベガルタ仙台のフィジカルコーチに就任。同年4月、アーノルドの退任に伴い、仙台を退任した。5月、シドニーFCのコーチに就任。

## 指導歴
- 2005年 - 2013年  セントラルコースト・マリナーズFC フィジカルコーチ
- 2014年1月 - 4月  ベガルタ仙台 フィジカルコーチ
- 2014年 -  シドニーFC フィジカルコーチ